# Teatro La Fenice

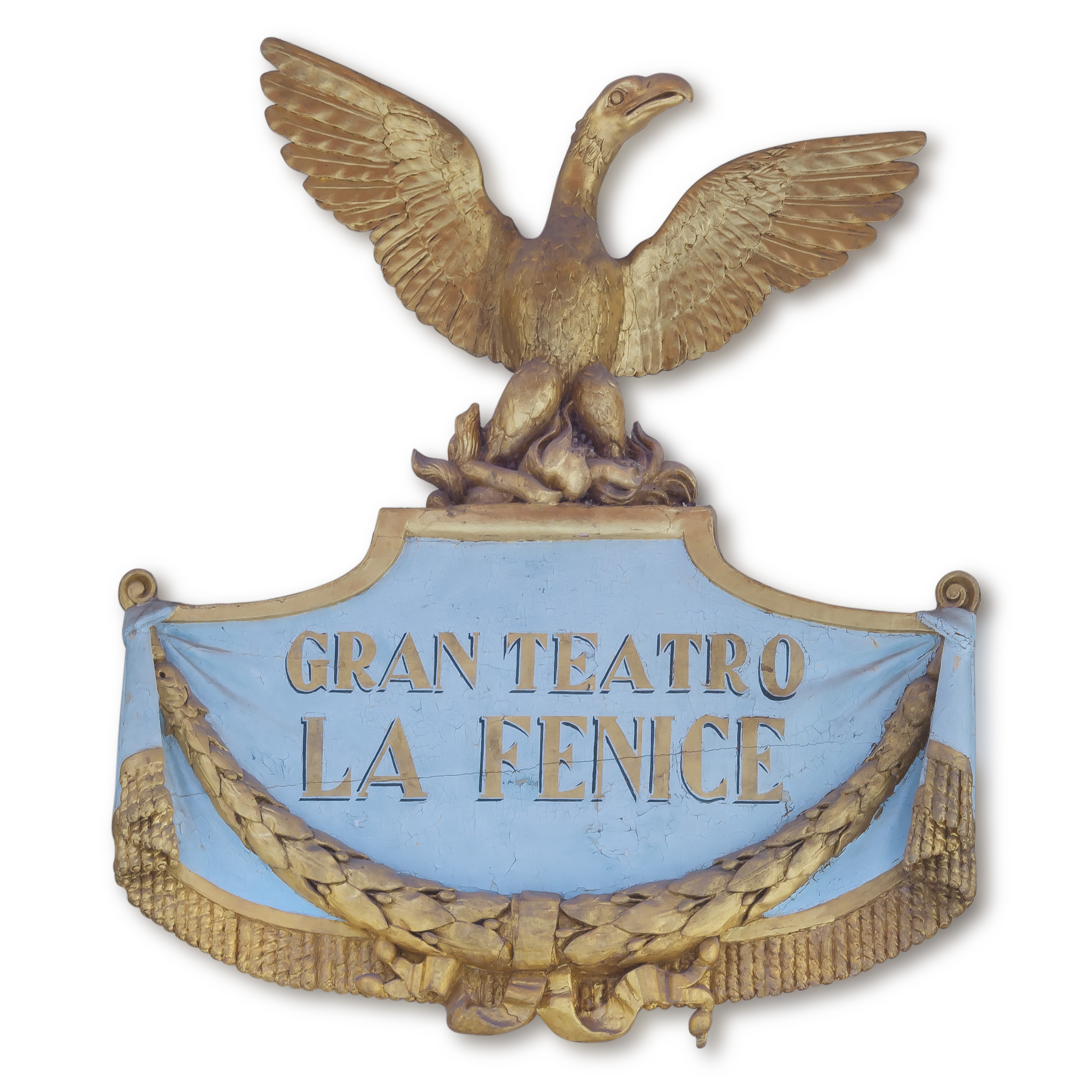
Logo des Teatro La Fenice

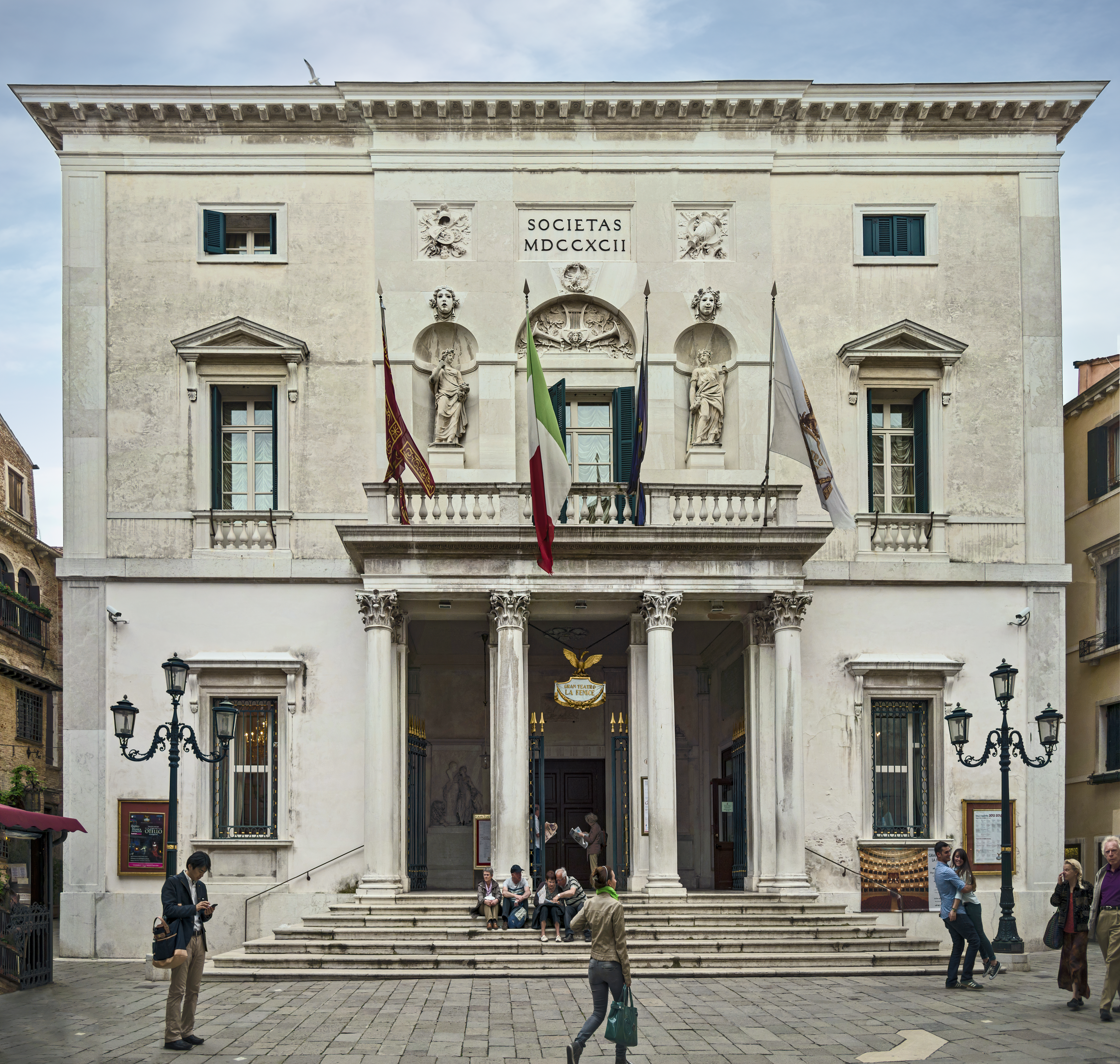
Eingang des Teatro La Fenice am Campo San Fantin, 2013

Das Teatro La Fenice (italienisch [te'atro la feˈnitʃe]), mit vollem Namen Gran Teatro La Fenice di Venezia, ist das größte und bekannteste Opernhaus in Venedig. Es liegt im Sestiere San Marco, auf der Insel San Fantin, am Campo San Fantin, gegenüber der gleichnamigen Kirche. 
Seit 2004 findet hier  – in Erinnerung an die Wiedereröffnung nach Brand und Neubau im Jahr 2003 – das Neujahrskonzert von Venedig statt.

## Geschichte

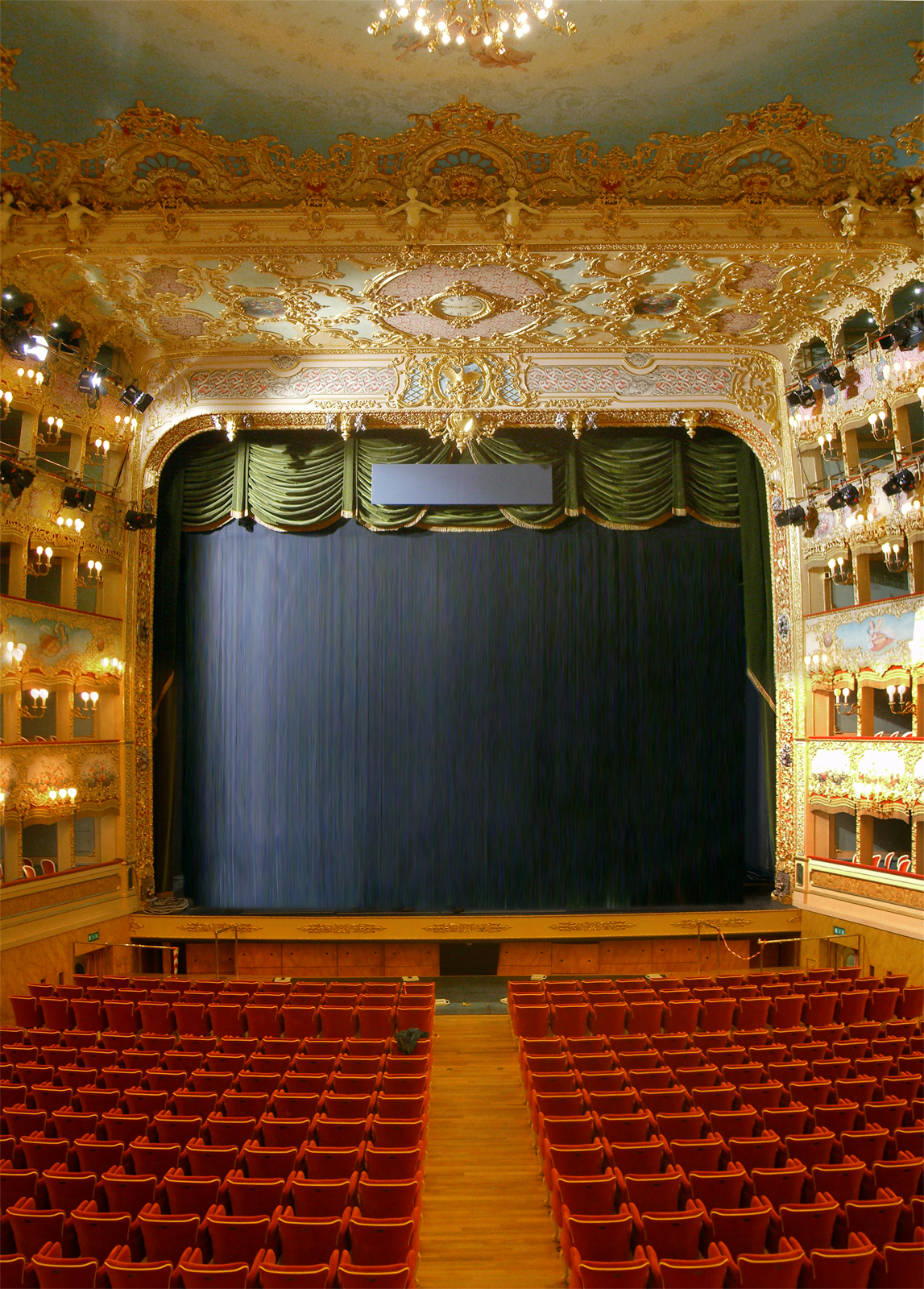
Zuschauerraum nach der Rekonstruktion, 2005

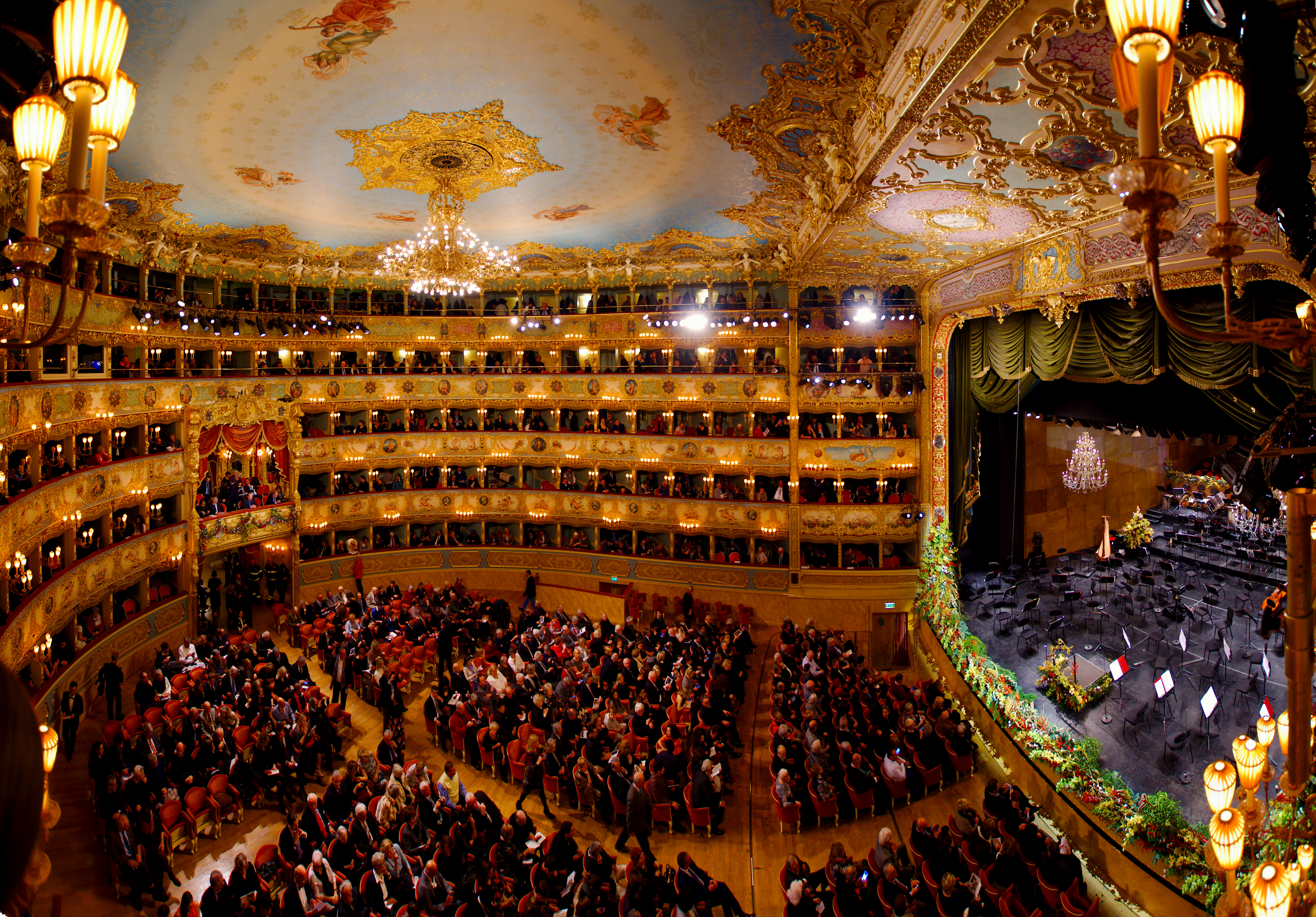
Neujahrskonzert, 2015

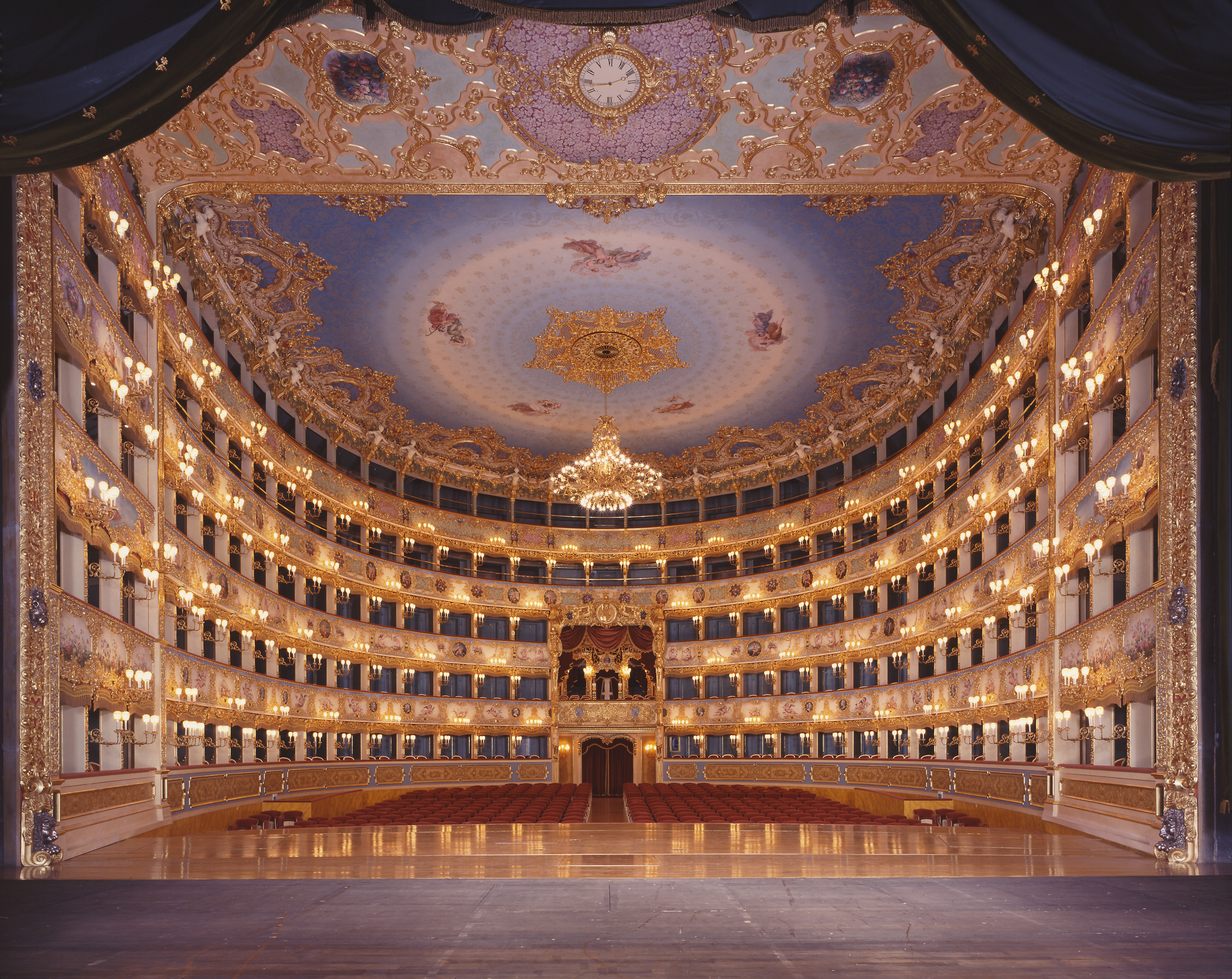
Zuschauerraum nach der Rekonstruktion, 2018

1774 war das wichtigste Opernhaus Venedigs, das Teatro San Benedetto, einem Feuer zum Opfer gefallen. Nach dem Wiederaufbau kam es 1786 zwischen den Betreibern, einem Konsortium von Logenbesitzern, und der Patrizierfamilie Venier, die das Grundstück besaßen, zu einem Rechtsstreit. Das Theater wurde in Teatro Venier umbenannt und die alten Betreiber beschlossen, ein eigenes Haus zu errichten. Die Bauarbeiten begannen im April 1790 unter der Leitung des Architekten Gian Antonio Selva. Die Oper wurde am 16. Mai 1792 eröffnet und in Anspielung auf die Brandkatastrophe „La Fenice“ (italienisch für Phönix)  benannt.
Dabei ist der Name zugleich Hinweis auf den freimaurerischen Hintergrund, denn es wurde von einer Theatergesellschaft errichtet, deren Mitglieder größtenteils Freimaurerlogen angehörten. La Fenice – Phönix – der Sonnenvogel, steht hier als Symbol für Wiedergeburt und Auferstehung und bietet einen Bezug zur Lichtsymbolik der Aufklärungszeit. Die Bühne wurde schnell eine der bedeutendsten Italiens und Europas und erlebte zahlreiche Uraufführungen. Auch in den für La Fenice geschriebenen Opern sind für die Jahre von 1792 bis 1814 freimaurerische Inhalte in zahlreichen Libretti nachgewiesen. Wie in Italien üblich, wurde damals im Karneval, zu Pfingsten und im Herbst gespielt.
1836 wurde das Haus durch ein Feuer schwer beschädigt. Diese Schäden konnten innerhalb Jahresfrist behoben werden; der Ruf des Hauses blieb unverändert erhalten. Insbesondere Giuseppe Verdi wählte diese Bühne häufig für die Uraufführungen seiner Werke (Ernani, Attila, Rigoletto, Simon Boccanegra, La traviata). Nach der Einigung Italiens 1870 wurden Mailand, Rom und Neapel verstärkt als Opernzentren gefördert, worunter die Bedeutung des La Fenice aber nie maßgeblich litt. 1883, zwei Monate nach Richard Wagners Tod (in Venedig), fand die italienische Erstaufführung seines vierteiligen Werks (Tetralogie) Der Ring des Nibelungen statt. 1937 wurde das Theater durch den venezianischen Stadtbaumeister Eugenio Miozzi grundlegend saniert.
Nach dem Zweiten Weltkrieg erlebte das Haus im Rahmen der Musik-Biennale Venedigs einen neuerlichen Aufschwung. In diesem Umfeld wurde das Festival für zeitgenössische Musik veranstaltet, was auch wieder zu zahlreichen Uraufführungen Anlass gab (Igor Strawinsky, Benjamin Britten, Sergei Prokofjew, Luciano Berio, Luigi Nono, Bruno Maderna, Sylvano Bussotti).
Während Renovierungsarbeiten wurde am 29. Januar 1996 das Gebäude von dem Elektroingenieur Enrico Carella und seinem Cousin Massimiliano Marchetti in Brand gesteckt, weil Carella eine Konventionalstrafe von 7.500 Euro wegen Arbeitsverzuges umgehen wollte. Das Haus brannte bis auf die Grundmauern nieder. Die Täter wollten ursprünglich nur einen begrenzten Brand entfachen, um eine Bauverzögerung zu erreichen, die umliegenden Kanäle waren aber damals wegen Reinigungsarbeiten trockengelegt, sodass die Feuerwehr Probleme mit dem Löschwasser hatte. Carella wurde 1996 zu sieben Jahren Haft verurteilt, ging aber durch alle Instanzen bis zum Kassationsgericht in Rom und trat nach dem Urteil
in letzter Instanz im Jahre 2003 die Haftstrafe nicht an. Er befand sich seither auf der Flucht. Im Mai 2007 wurde er von Mexiko an Italien ausgeliefert. Schon im Juni 2008 wurde er von einem Gericht in Venedig auf Bewährung entlassen, obwohl er von seinen sieben Jahren nur 16 Monate verbüßt hatte. Sein Vetter Marchetti, der zu sechs Jahren verurteilt worden war, kam schon 2006 aufgrund einer allgemeinen Amnestie wieder frei. Da es um die Art der Wiedererrichtung Kontroversen
gab, dauerte es einige Jahre, ehe der Neubau begonnen wurde.
Schließlich wurde der im Wettbewerb 1997 ausgezeichnete Beitrag des Architekten Aldo Rossi umgesetzt. Dabei hielt sich Rossi an eine weitestgehend originalgetreue, anhand alter Fotos und Filmdokumente präzisierte Rekonstruktion, ergänzt um notwendige Funktionserweiterungen und Modernisierungen der Technik. So „konnten nun viele der über die Jahrhunderte verlorengegangenen Charakteristika des ursprünglichen Entwurfes von 1790 wieder aufgenommen werden.  Deshalb zeigt sich das Theater heute zwar in seinem historischen Gewand, doch ist an vereinzelten, wohl ausgewählten Stellen deutlich zu erkennen, dass die Gegenwart, in der es errichtet worden ist, in der Architektur des Theaters reflektiert wird.“ Die legendäre Akustik des Fenice konnte wiederhergestellt und sogar durch moderne Technik verbessert werden.
Am 14. Dezember 2003 wurde das Haus zunächst mit einem Konzert des Orchestra del Teatro La Fenice unter der Leitung von Riccardo Muti als Konzertsaal eröffnet.
Am 12. November 2004 konnte nach der Fertigstellung der modernsten Bühnenmaschinerie der Welt auch der Opernbetrieb wieder aufgenommen werden. Auf dem Programm stand La Traviata von Verdi unter der Leitung von Lorin Maazel in einer Neuinszenierung von Robert Carsen, die in der Gegenwart spielte.
Im Februar 2005 starb unerwartet der musikalische Leiter Marcello Viotti.
Das Gran Teatro La Fenice wird ganzjährig durch das Orchestra del Teatro La Fenice mit Sinfoniekonzerten bespielt. Die Opernspielsaison (Stagione) beginnt im Januar (im Unterschied zu den meisten anderen italienischen Opernhäusern) und endet im Dezember.

## Künstlerische Leiter (Auswahl)
- Mario Labroca
- Sylvano Bussotti (1975–1983)
- Italo Gomez
- John Fisher
- Francesco Siciliani
- Sergio Segalini
- Fortunato Ortombina (aktuell)

## Musikalische Leiter (Auswahl)
- Ettore Gracis
- Zoltán Peskó (1976–1978?)
- Eliahu Inbal (1984–1987)
- Isaac Karabtchevsky (1995–2001)
- Marcello Viotti (2002–2005)
- Eliahu Inbal (2007–2011)
- Diego Matheuz (2011–2015)[11]

## Uraufführungen
Am 26. Dezember wurden zur jeweiligen Saisoneröffnung folgende Opern am Teatro La Fenice uraufgeführt:
- 1792: Tarara (Francesco Bianchi)
- 1793: Virginia (Felice Alessandri)
- 1794: Il conte di Saldagna (Niccolò Zingarelli)
- 1796: Gli Orazi e i Curiazi (Domenico Cimarosa)
- 1798: Alceste (Marcos António Portugal)
- 1799: Il ratto delle Sabine (Niccolò Zingarelli)
- 1801: Argene (Johann Simon Mayr)
- 1802: Edipo a Colono (Niccolò Zingarelli)
- 1803: I riti di Efeso (Giuseppe Farinelli)
- 1808: Il ritorno d’Ulisse (Johann Simon Mayr)
- 1811: Idomeneo (Giuseppe Farinelli)
- 1812: Teodoro (Stefano Pavesi)
- 1814: Sigismondo (Gioachino Rossini)
- 1815: Zoraide (Giuseppe Farinelli)
- 1817: Lanassa (Johann Simon Mayr)
- 1818: Elisabetta in Derbyshire (Michele Carafa)
- 1819: Il sacrifizio d’Epito (Michele Carafa)
- 1821: Andronico (Saverio Mercadante)
- 1823: L’Egilda di Provenza (Stefano Pavesi)
- 1825: Erode, ossia Marianna (Saverio Mercadante)
- 1826: Mitridate (Giovanni Tadolini)
- 1827: Gastone di Foix (Giuseppe Persiani)
- 1829: Costantino in Arles (Giuseppe Persiani)
- 1834: Parisina (Saverio Mercadante)
- 1835: Giovanna I, regina di Napoli (Antonio Granara)
- 1837: Rosmunda di Ravenna (Giuseppe Lillo) – zur Neueröffnung des Hauses durch Erzherzog und Vizekönig Rainer nach dem Brand (1836)
- 1846: Alberigo da Romano (Francesco Malipiero)
- 1854: Marco Visconti (Errico Petrella)

Weitere wichtige Uraufführungen waren:
- 1813: Tancredi (Gioachino Rossini)
- 1823: Semiramide (Gioachino Rossini)
- 1824: Il crociato in Egitto (Giacomo Meyerbeer)
- 1829: Alina, regina di Golconda (Gaetano Donizetti)
- 1830: I Capuleti e i Montecchi (Vincenzo Bellini)
- 1833: Beatrice di Tenda (Vincenzo Bellini)
- 1836: Belisario (Gaetano Donizetti)
- 1838: Maria de Rudenz (Gaetano Donizetti)
- 1844: Ernani (Giuseppe Verdi)
- 1846: Attila (Giuseppe Verdi)
- 1851: Rigoletto (Giuseppe Verdi)
- 1853: La traviata (Giuseppe Verdi)
- 1857: Simon Boccanegra (Giuseppe Verdi)
- 1951: The Rake’s Progress (Igor Strawinsky)
- 1954: The Turn of the Screw (Benjamin Britten)
- 1955: Der feurige Engel (Sergei Prokofjew)
- 1959: Allez-hop (Luciano Berio)
- 1961: Intolleranza 1960 (Luigi Nono)
- 1964: Hyperion (Bruno Maderna)
- 1973: Lorenzaccio (Sylvano Bussotti)
- 2007: Signor Goldoni (Luca Mosca)
- 2016: Aquagranda (Filippo Perocco)